# Mário Raposo
Mário Ferreira Bastos Raposo  (* 15. Januar 1929 in Coimbra; † 2. Oktober 2013 in Lissabon) war ein portugiesischer Politiker der Partido Social Democrata (PSD).

## Leben
Mário Ferreira Bastos Raposo war nach einem Studium der Rechtswissenschaften als Rechtsanwalt tätig. Nach der Nelkenrevolution vom 25. April 1974 begann er sein politisches Engagement und wurde als Kandidat der Partido Social Democrata (PSD) bei der Wahl vom 25. April 1976 erstmals zum Mitglied der Versammlung der Republik (Assembleia da República) gewählt und vertrat in dieser vom 3. Juni 1976 bis 2. Januar 1980 die Interessen seiner Geburtsstadt Coimbra. Im Kabinett Nobre da Costa bekleidete er zwischen dem 29. August 1978 und dem 22. November 1978 erstmals das Amt als Justizminister (Ministro da Justiça).
Das Amt als Justizminister bekleidete er vom 3. Januar 1980 bis zum 9. Januar 1981 auch im Kabinett Sá Carneiro. Bei der Wahl vom 5. Oktober 1980 wurde er abermals für die PSD zum Mitglied der Assembleia da República, der er als Vertreter von Coimbra nunmehr vom 13. November 1980 bis zum 30. Mai 1983 angehörte. Im Kabinett Soares III übernahm er nach einer Regierungsumbildung am 15. Februar 1985 als Nachfolger von Rui Machete erneut den Posten als Justizminister und behielt dieses zwischen dem 6. November 1985 und dem 17. August 1987 auch im Kabinett Cavaco Silva I. Bei der Wahl vom 19. Juli 1987 wurde er für Coimbra abermals zum Mitglied der Assembleia da República und vertrat in dieser vom 13. August 1987 bis zum 3. November 1991 die Interessen der PSD. Jedoch wirkte er als 
Ombudsmann (Provedor de Justiça) Portugals 1990–1991.
Für seine Verdienste wurde ihm am 10. Juni 1990 das Großkreuz des Orden des Infanten Dom Henrique verliehen.